# Šmihel (Novo mesto)

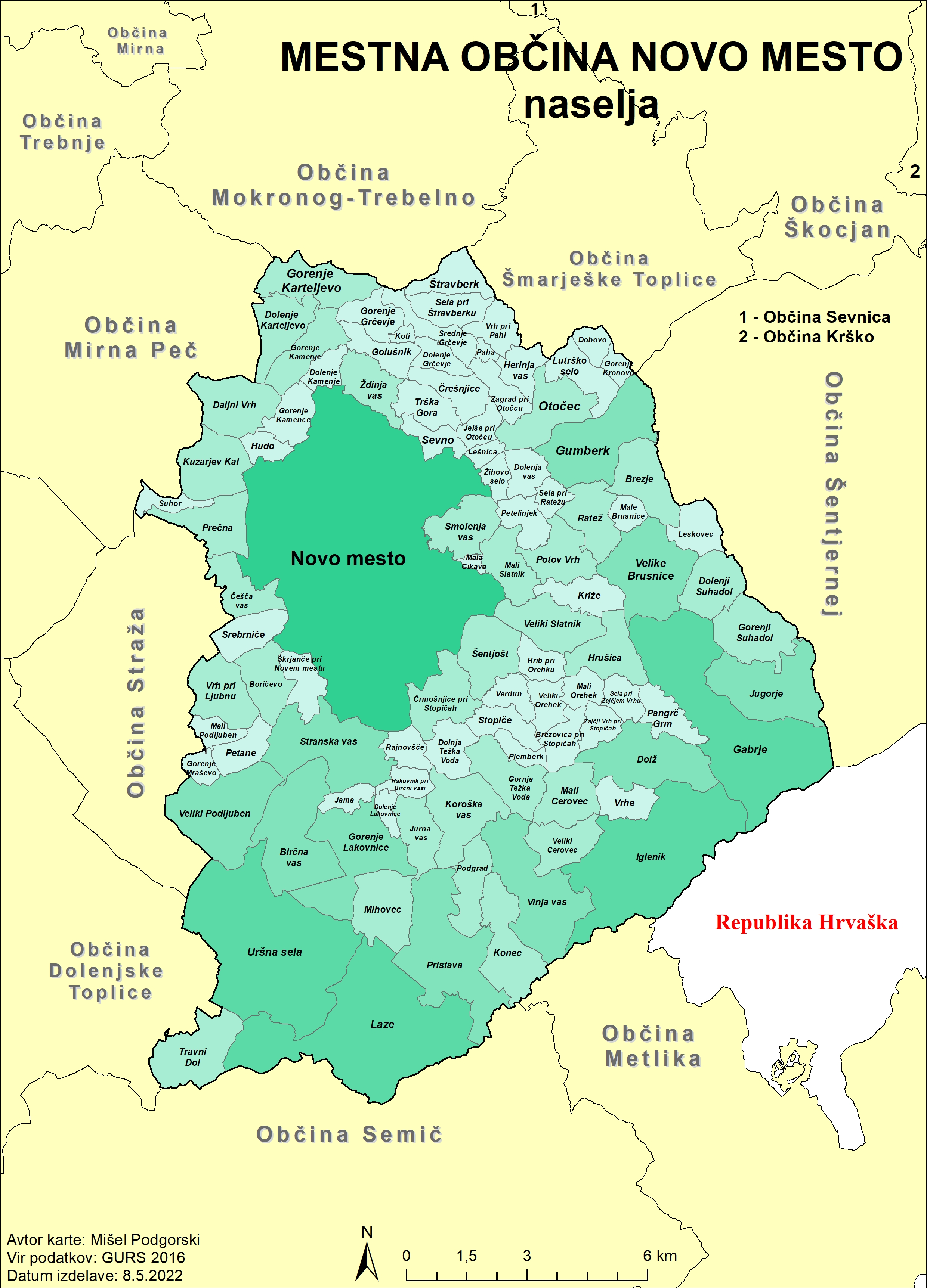
Ortschaften der Stadtgemeinde Novo mesto

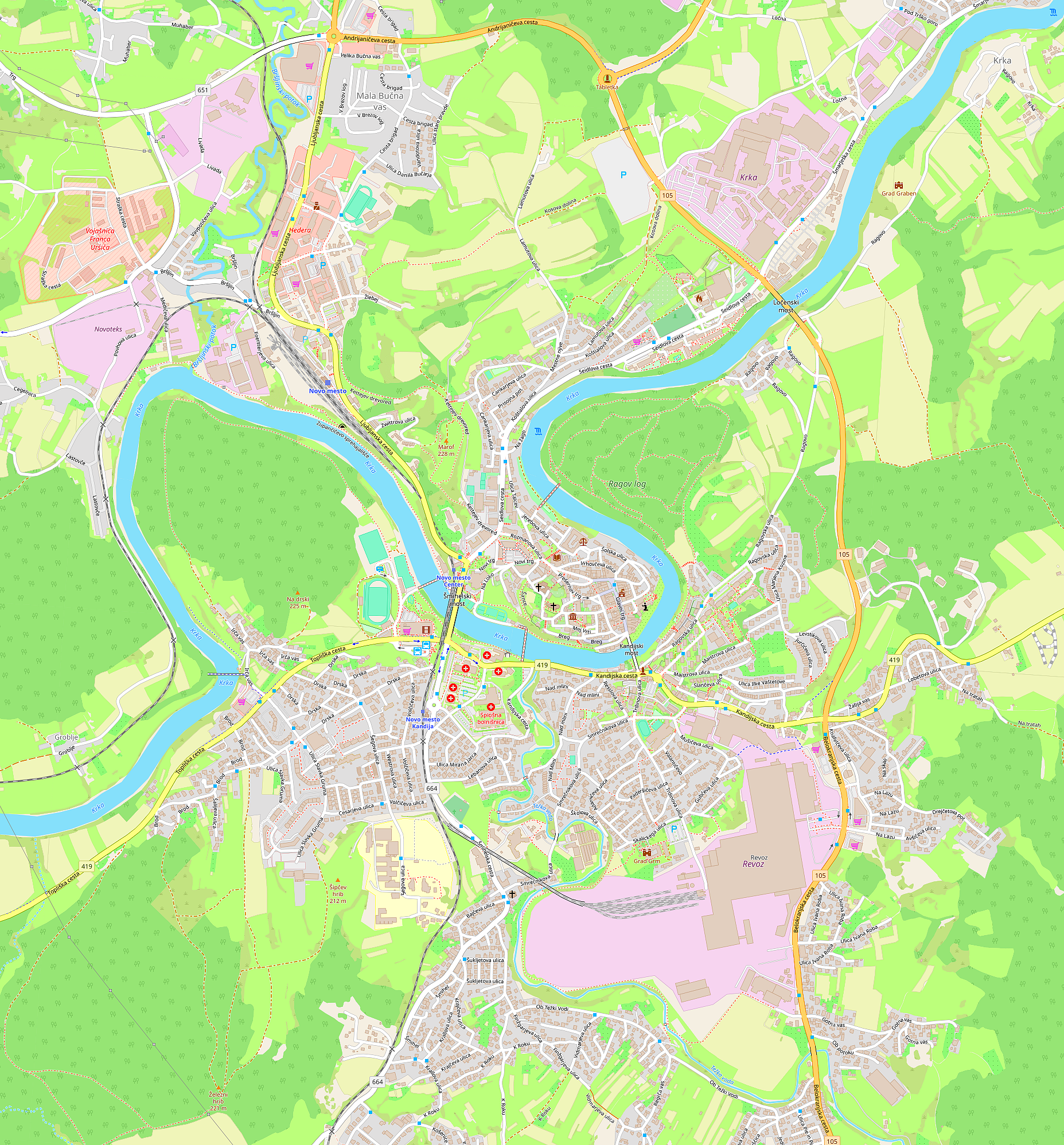
Stadt Novo mesto

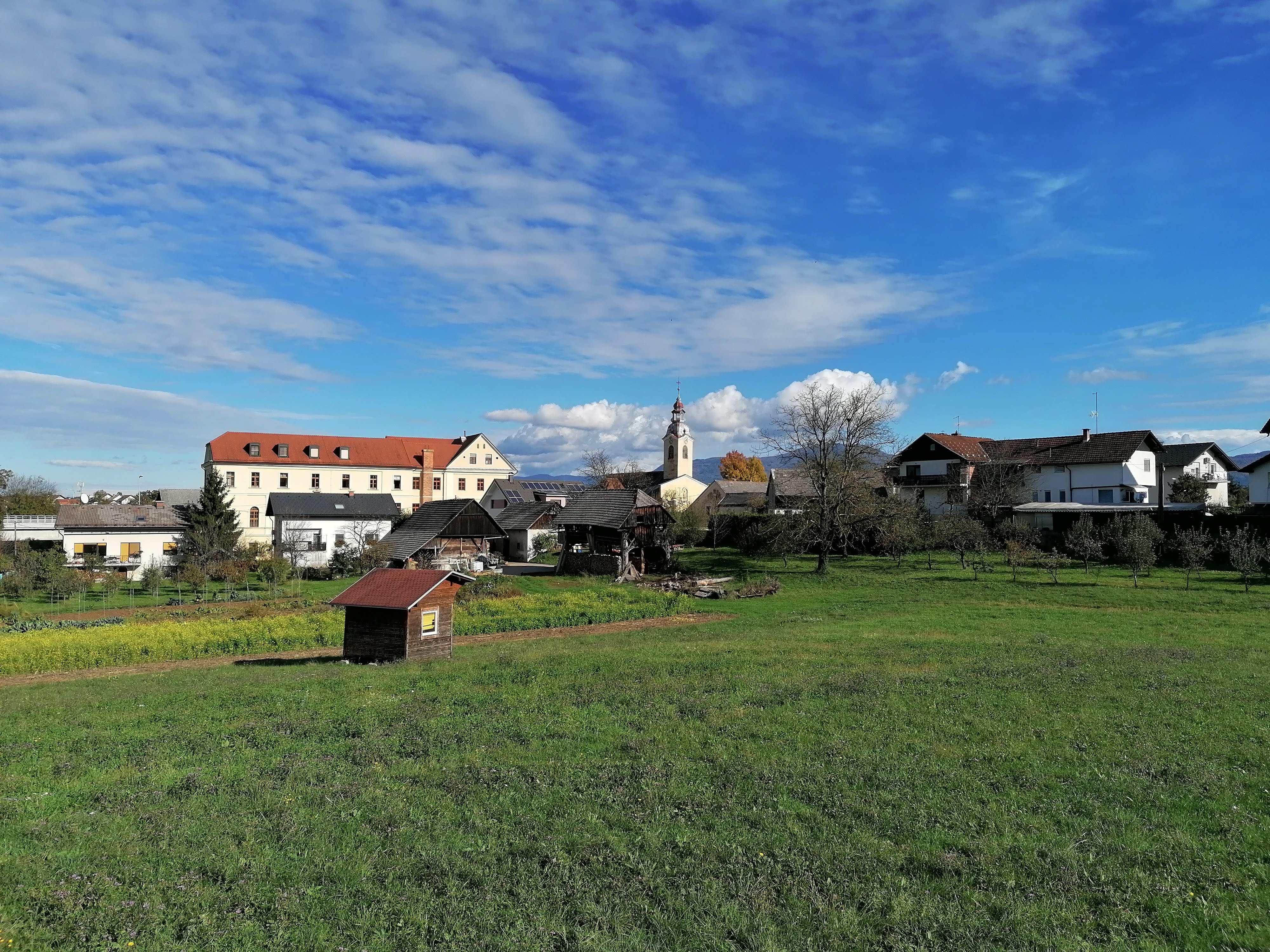
Šmihel (Novo mesto) mit Michaelskirche

Šmihel ist der Name einer der 23 Ortsgemeinschaften (Krajevna skupnost) in der slowenischen Stadtgemeinde Novo mesto im Südosten des Landes.
Zur Ortsgemeinschaft gehören in der Stadt Novo mesto die Straßen Aškerčeva ulica, Bajčeva ulica, K Roku (Haus-Nr. 10 und 12), Košenice, Krajčeva ulica, Krallova ulica, Nahtigalova ulica, Ob Težki vodi (Haus-Nr. 1 bis 17), Smrečnikova ulica (Haus-Nr. 40, 55, 57 bis 60, 61, 63), Šegova ulica (Haus-Nr. 112, 114, 115, 116, 117, 120, 121), Škrabčeva ulica, Šmihel, Šukljetova ulica, Vorančeva sowie die Ortschaften Boričevo und Škrjanče pri Novem mestu.

## Lage
Die Ortsgemeinschaft liegt am rechten Ufer des Bachs Tezka voda, zum Teil auf dem Gebiet des ehemaligen Dorfes Šmihel pri Novem mestu, das 1979 nach Novo mesto eingemeindet wurde.
Die Verwaltung der Ortsgemeinschaft befindet sich in Novo mesto, Bajčeva ulica 20.